# قطار فائق السرعة في البرتغال

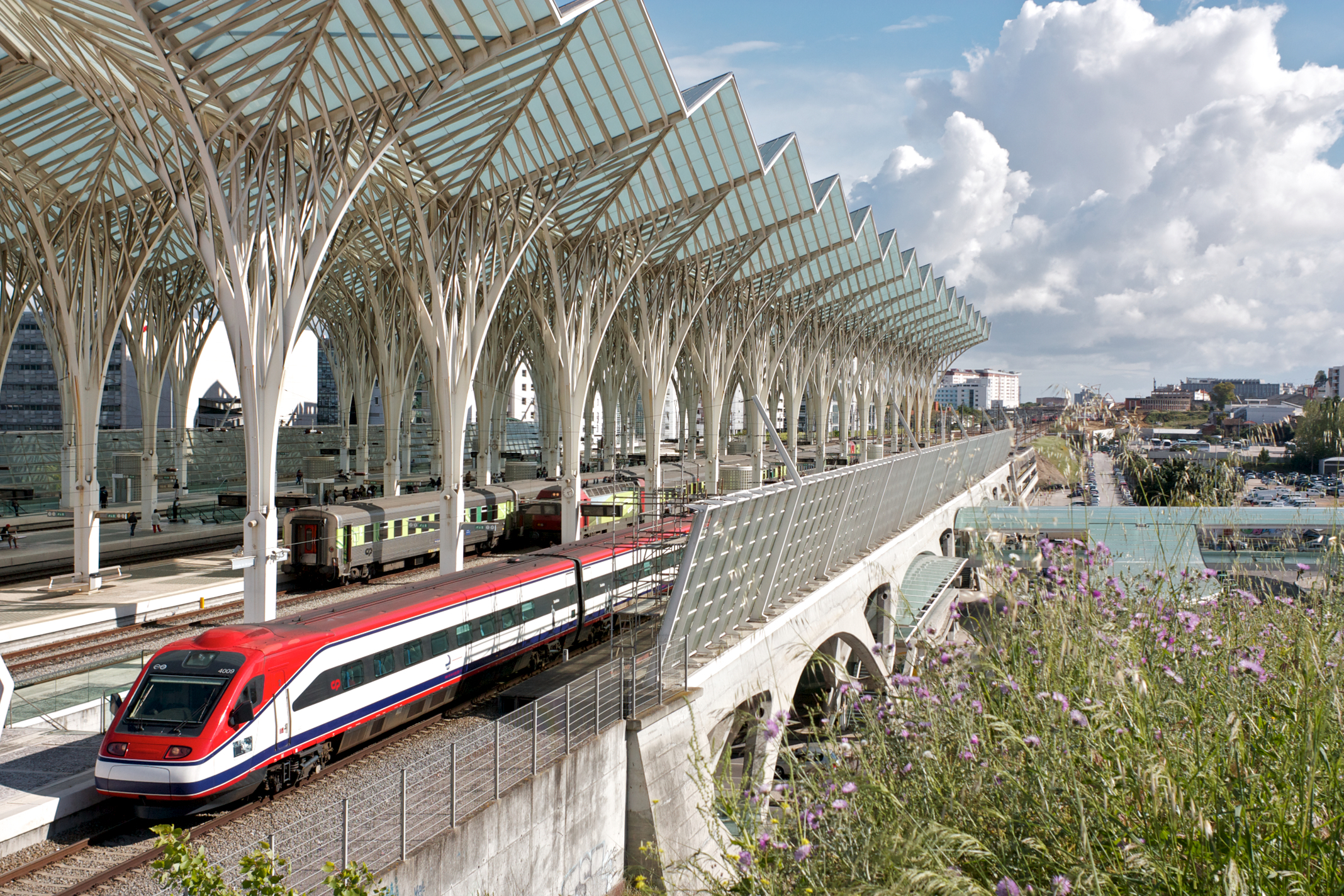

في فبراير من عام 2009، أعلنت حكومة البرتغال خططها لبناء سكة قطار فائق السرعة من لشبونة إلى مدريد، لكن أُلغيت هذه الخطة في مارس من عام 2012 وسط برنامج إنقاذ للدعم المالي للجمهورية البرتغالية. بلغت قيمة المشروع 7.8 مليار يورو وادعت الحكومة أنها ستوفر 100 ألف فرصة عمل. ارتبط خط السكة بالممر الغربي الجنوبي لإسبانيا.

## العمليات الحالية

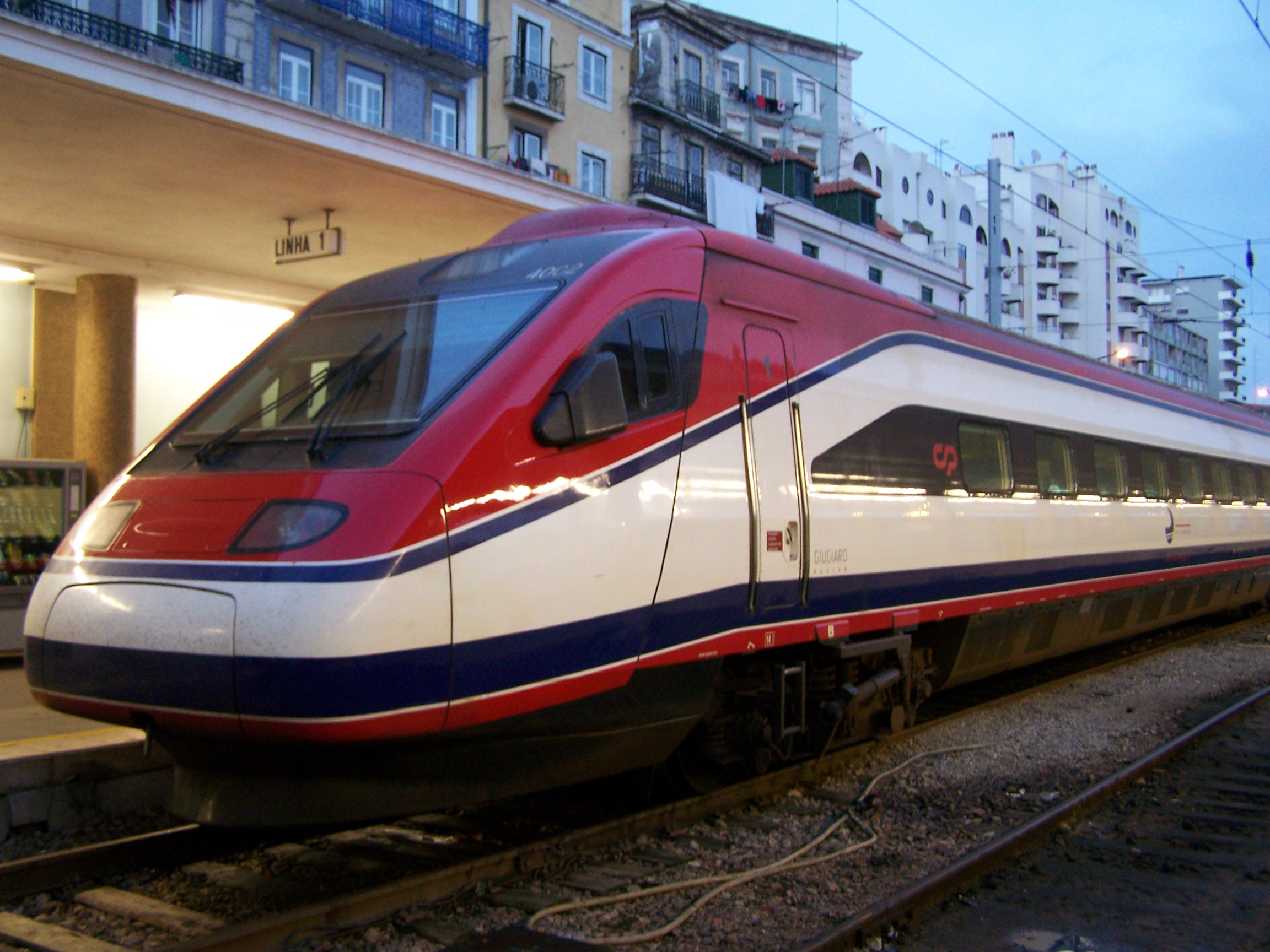
قطار ألفا بندولار في لشبونة سانتا أبولونيا:: ربط سريع بين مدن البرتغال بتقنيات إيطالية متطورة

منذ أواخر تسعينيات القرن العشرين وشركة قطارات البرتغال تدير خدمة ألفا بيندولار، التي تربط الأرض الرئيسية للبرتغال من الحدود الشمالية إلى منطقة الغرب (البرتغال)، بسرعة تصل إلى 220 كيلومتر/ساعة (140 ميل/ساعة) في أقسام محددة، وهو الأمر الذي قلل زمن السفر بين بورتو ولشبونة نحو نصف ساعة. تعمل هذه الخدمة باستخدام عشرة قطارات من نوع بيندولينو المائلة ذات التصميم الإيطالي. بالاعتماد على التصميم الإيطالي إي تي آر 480، جُمعت هذه القطارات في البرتغال في مصنع سوريفومي/أدترانز في آمادورا. كان فيات فيروفياريا المقاول الرئيس مع المقاولين الفرعيين سيمنز إيه جي، وإيه دي ترانز.
بالإضافة إلى هذه القطارات فائقة السرعة، رُقّيت عربات سي بي إنترسيتي «كوراي» التابعة لقطارات البرتغال، فزادت سرعتها إلى 200 كيلومتر/ساعة (120ميل/ساعة) بشكل متواصل، وهي تُسحب بواسطة قاطرات سي بي 5600 (مطابقة لفئة آر إي إن إف إي 252 الإسبانية). تعتمد عربات الكوراي هذه على سيارات الكوراي الفرنسية إس إن سي إف لكن هياكلها مصنوعة من الفولاذ المقاوم للصدأ المُصنّع في مصنع سوريفومي.

## البنية التحتية الحالية
حُدث الخط الشمالي ليتيح للقطارات السير بسرعة تصل إلى 220 كيلومتر/ساعة بين لشبونة–ألفيركا، وفيلا فرانكا دو شيرا–سانتارايم، وبومبال–ألفاريلوس، وميلادا–إيشبينو، والسماح بالاستخدام الكلي للإمالة لتحقيق سرعات تصل إلى غاية 140 – 180 كيلومتر/ساعة في الأقسام المتوسطة الباقية. يسير العمل لمواصلة رفع هذه المساحات المتوسطة لتحقيق المعايير.
أما الخط الجنوبي فقد حُدّث ليتيح سير القطارات بسرعات تصل إلى 220 كيلومتر/ساعة بين لشبونة–بينياو نوفو، وغراندولا–فانتشيرا؛ والعمل جارٍ في صيغة جديدة بين بينياو نوفو–غراندولا للسماح بالسير السلس بسرعة تبلغ 220 كيلومتر/ساعة مستمرة على مدى الطريق من لشبونة إلى فانتشيرا (150 كيلومتر). في الحقيقة، تُعتبر قطارات ألفا بيندولار، التي تبلغ سرعتها القصوى 220 كيلومتر/ساعة، السبب الوحيد لكون السرعة القصوى 220 كيلومتر/الساعة. تسير القطارات المائلة في معظم الأقسام البطيئة بسرعات تبلغ 20/40 كيلومتر بالساعة، ويُعتبر ذلك أعلى من سرعات القطارات التقليدية. في الأقسام عالية السرعة، تسير القطارات التقليدية بسرعة تبلغ 200 كيلومتر/ساعة، أما القطارات المائلة تبلغ سرعتها القصوى 220 كيلومتر/ساعة. تتجاوز حدود السرعة الحقيقية في هذه الأقسام الطويلة 220 كيلومتر/ساعة.
في فبراير عام 2011، بدأت القطارات تستخدم مسار ألكاسر الفرعي، فاقتطعت 6.7 كيلومتر من الخط الجنوبي بخط طوله 29 كيلومتر ويشمل جسرًا عبر نهر سادو. كانت القطارات قادرة على السير بسرعة 220 كيلومتر على طول هذا القسم، أو بسرعة 220 كيلومتر بتقنية الإمالة. وفر المسار الجانبي 10 دقائق من زمن رحلات القطارات المسافرة جنوبًا من لشبونة باتجاه الغرب (البرتغال). تسير القطارات على مدار الساعة بين لشبونة وبورتو، وغالبها من ألفا بيندولار (التي تمر بموقفين في كويمبرا وأفيرو)، وغيرها من ألفا بيندولار، والبعض من إنترسيتي (بقطارات تنقل 5-15 سيارة بسرعة 200 كيلومتر/ساعة)، وتتوقف في 6 إلى 9 مواقف متوسطة. بالإضافة إلى بعض قطارات ألفا بيندولار وإنترسيتي التي تتجه شمالًا إلى غيمارايش وبراغا، بينما يتجه غيرها نحو الأسفل على الخط الجنوبي لخدمة فارو، التي يخدّمها قطارين ألفا بيندولار من بورتو–لشبونة، وقطار إنترسيتي من لشبونة–فارو (بحدود سرعة قدرها 160 كيلومتر/ساعة، وذلك بسبب عربات سوريفومي المجددة والمستخدمة على الطريق).